# Errant-Gletscher
Der Errant-Gletscher ist Gletscher in der antarktischen Ross Dependency. Er fließt in südlicher Richtung entlang der Ostseite der Holyoake Range in den Churchill Mountains zum Nimrod-Gletscher.
Der Gletscher diente der Mannschaft einer von 1960 bis 1961 durchgeführten Kampagne der New Zealand Geological Survey Antarctic Expedition als nördliche Route nach der Erkundung des Nimrod-Gletschers im Dezember 1960. Teilnehmer dieser Expedition benannten ihn nach dem oftmals irregeleiteten (englisch errant) Aufstieg über diesen Gletscher.